# Vasile Ișan
Vasile Ișan (n. 22 mai 1961, Vicovu de Jos, România) este un profesor universitar de comerț internațional, care a îndeplinit funcția de rector al Universității „Al.I. Cuza” din Iași (2008-2016).

## Biografie
Vasile Ișan s-a născut la data de 22 mai 1961, în comuna Vicovu de Jos (județul Suceava). După absolvirea studiilor medii la Liceul Militar "Ștefan cel Mare" din Câmpulung Moldovenesc (1976-1980), a studiat la Facultatea de Științe Economice, secția
Contabilitate și economie agrară din cadrul Universității "Al. I. Cuza" din Iași (1981-1985), fiind absolvent cu diplomă de merit. În anul 1999 a obținut titlul științific de doctor în Economie.
După absolvirea facultății, lucrează ca economist stagiar în cadrul ILF Piatra Neamț, Serviciul plan - organizare - personal și salarizare (1985–1986), apoi inspector în cadrul Filialei Rădăuți a BNR (1986–1990) și director comercial la S.C. Bogdania S.A. din Rădăuți (mai - octombrie 1990). 
Începând din anul 1990 lucrează în învățământul superior, mai întâi la Catedra de Economie Agrară ca asistent (1990-1993), apoi la Catedra de Economie Politică ca lector (1993-1999), conferențiar (1999-2004) și profesor universitar (din 2004). Din februarie 2001 este prodecan responsabil cu relațiile internaționale la Facultatea de Economie și Administrarea Afacerilor (FEAA) din cadrul Universității „Al.I. Cuza” din Iași. 
A efectuat mai multe stagii de perfecționare și schimburi de experiență la universități din Italia (Universita degli Studi di Bologna - 1991), SUA (University of Nebraska at Omaha - 1993 și 2000), Marea Britanie (Nottingham Trent University - 1995, 1996, 1997, 1998 și 2001), Portugalia (Faro - 2000), Ungaria (Budapesta - 2004) și Dublin (2007). 
În prezent, este prof. dr. la Facultatea de Economie și Administrarea Afacerilor (FEAA) din cadrul Universității „Al.I. Cuza” din Iași și prodecan al aceleiași facultăți. A predat cursurile de Eficiența investițiilor în agricultură; Microeconomie (1991-1993); Relații Economice Internaționale (1993-2000); Investiții internaționale, Afaceri în mediul european (1995-2002); Transporturi și expediții internaționale (din 1993); Afaceri internaționale (din 1999); Economie internațională (din 2002); Economia afacerilor (din 2001); Tranzacții comerciale internaționale (din 2001); Mediul Internațional al Afacerilor (din 2002). 
În perioada aprilie 2005 - octombrie 2006, prof. dr. Vasile Ișan a fost și director general al Direcției Generale de Integrare Europeană și Programe Comunitare din cadrul Ministerului Educației și Cercetării, ocupându-se de problemele legate de reforma învățământului universitar în contextul Procesului Bologna - de reorganizare a învățământului pe cicluri universitare.  Este și membru al Grupului pentru Dialog Social din Iași.
Este autorul a 2 cărți, 6 manuale universitare, coautor la 4 cărți, autor și coautor a 103 articole și studii în reviste și volume cu referenți științifici. A prezentat peste 60 de lucrări la diferite conferințe și simpozioane desfășurate la universitățile din Iași, București, Cluj, Sibiu, Timișoara și în străinătate, pe teme privind: dezvoltarea economică, tranziția de la plan la piață, eficiența economică și finanțarea investițiilor, dezvoltarea antreprenorială, comerțul internațional, investițiile străine directe, afacerile internaționale.
A fost director al 2 granturi CNCSIS (2003, 2006) și coautor la 10 contracte și granturi de cercetare.

## Rector alUniversității "Al. I. Cuza" din Iași
La alegerile din 16 februarie 2008, prof. Vasile Ișan a fost ales ca rector al Universității "Al. I. Cuza" din Iași, obținând 38 voturi dintr-un total de 71.    Noul rector a declarat că dorește să continuie proiectele începute de Dumitru Oprea la conducerea universității. "Vom continua ceea ce s-a început cu mulți ani în urmă, imediat la începutul anilor '90, adică modernizarea programelor educaționale, dezvoltarea unei linii noi de cercetare și, mai ales creșterea infrastructurii acestei activități, adica a activității de educație și cercetare. Vrem să aducem universitatea printre primele 500 din lume în clasamentul mondial de profil", a declarat el cu acest prilej .
Profesorul Ișan vorbește limbile engleză și italiană.

## Cărți publicate
- L'economia dell'agricoltura della Romania (Ed. CEFAL Bologna, 1993) - în colaborare cu M. Grădinaru, Victor Pekar și Alexandru Tofan
- Economia afacerilor - 3 vol. (Ed. Graphix Iași, 1994, 1995, 1996) - în colaborare cu Vasile Cocriș
- Sectorul public - iluzia bunăstării generale (Ed. Ankarom Iași, 1997) - în colaborare cu Vasile Cocriș
- Economie. Teste, probleme, răspunsuri (Ed. Sedcom Libris Iași, 1999) - în colaborare cu Gheorghe Luțac, Cristian Popescu și Tiberiu Brăilean
- Economia și gestiunea afacerilor (Ed. Sedcom Libris Iași, 2000) - în colaborare cu Ion Ignat și Gheorghe Luțac

## Legături externe
- Biografia sa pe situl FEAA Arhivat în 14 noiembrie 2007, la Wayback Machine.